# Diocèse de Marquette
Le diocèse de Marquette (Dioecesis Marquettensis) est un territoire ecclésiastique de l'Église catholique romaine aux États-Unis, suffragant de l'archidiocèse de Détroit, qui englobe la péninsule supérieure de l'État du Michigan. Son évêque actuel est Mgr Alexander King Sample qui siège à la cathédrale Saint-Pierre de Marquette.

## Historique
Cette région dépendait autrefois de Québec et a été évangélisée par des missionnaires français à partir du XVIIe siècle. Elle est entrée de facto dans le territoire des États-Unis en 1796. Le vicariat apostolique du Michigan supérieur est érigé par Pie IX le 29 juillet 1853, à partir de territoires du diocèse de Détroit.
Le vicariat est élevé au rang de diocèse, le 9 janvier 1857, avec siège à la cathédrale de Sault-Sainte-Marie. Il est alors suffragant de l'archidiocèse de Cincinnati, comme presque toutes les terres du Midwest. Son premier titulaire est Frederic Baraga. Il est intitulé diocèse de Sault-Sainte-Marie le 23 octobre 1865 et, dix ans plus tard est suffragant de l'archidiocèse de Milwaukee. Il prend son nom actuel le 3 janvier 1937 et devient suffragant de l'archidiocèse de Détroit le 22 mai de la même année.

## Ordinaires
- Liste des évêques de Marquette

## Statistiques
- Nombre de baptisés catholiques : 68 360
- Nombre d'habitants : 317 316
- Superficie : 42 152 km2
- Nombre de paroisses : 74
- Nombre de prêtres : 100 (dont 12 réguliers)
- Nombre de diacres permanents : 28
- Nombre de religieuses : 58